# Nekrolog 2014
Nekrolog
◄◄
| ◄
| 2010
| 2011
| 2012
| 2013
| 2014 | 2015 | 2016 | 2017 | 2018 | ► | ►►
Januar |
Februar |
März |
April |
Mai |
Juni |
Juli |
August |
September |
Oktober |
November |
Dezember 
Weitere Ereignisse | Allgemeiner Nekrolog 2014
Die Beschreibung der verstorbenen Person sollte so kurz wie möglich gehalten sein und nur deren signifikante Tätigkeit(en) enthalten.
Neue Namen ggf. auch unter dem Geburts- und Sterbedatum, also etwa unter 1. Januar und im Geburts- und Sterbejahr (2024) eintragen (nur bei entsprechender großer Wichtigkeit). Für Beispiele siehe die schon vorhandenen Artikel.
Außerdem über die fünf zuletzt Verstorbenen, zu denen es einen ausreichend guten Artikel für eine Präsentation auf der Hauptseite gibt, nach der todesbedingten Überarbeitung der Artikel ggf. auch unter Wikipedia Diskussion:Hauptseite informieren und sie am besten auch in den anderen Wikipedia-Sprachversionen eintragen. Tipp: Regelmäßig bei news.google.de nach „ist tot“, „gestorben“ oder „verstorben“ suchen.
Wenn eine Person gestorben ist, gibt es viele Seiten zu dieser Person in der Wikipedia, die davon auch betroffen sind und entsprechend aktualisiert werden müssen. Beispiele: Namenübersichtsseite, Geburtsjahr, Geburtsort-Seiten und viele mehr.
Wie finde ich die betroffenen Seiten?
Im Suchfeld auf der linken Seite gibt man den Suchbegriff so ein: „Vorname Nachname“. Dann klickt man auf Volltext und alle Seiten mit entsprechendem Suchtext werden aufgerufen. Hier sieht man dann schnell, wo auch das Todesjahr Sinn macht oder sogar ein Teil des Artikels angepasst werden muss. Auch hilft das „Werkzeug“ auf der linken Seite sehr gut, um solche Seiten aufzufinden: „Links auf diese Seite“. Somit ist die Wikipedia wieder aktuell in allen Bereichen! Hinweis: bei Eintragung der Kategorie „Gestorben JAHR“ wird der Missbrauchsfilter 49 ausgelöst, was jedoch nicht schlimm ist. Siehe: Spezial:Missbrauchsfilter/49
Dies ist eine Liste von im Jahr 2014 verstorbenen bekannten Persönlichkeiten. Die Einträge erfolgen innerhalb der einzelnen Daten alphabetisch sortiert. Tiere sind im Nekrolog für Tiere zu finden.
Die Liste ist nach Monaten aufgeteilt:
- Nekrolog Januar 2014
- Nekrolog Februar 2014
- Nekrolog März 2014
- Nekrolog April 2014
- Nekrolog Mai 2014
- Nekrolog Juni 2014
- Nekrolog Juli 2014
- Nekrolog August 2014
- Nekrolog September 2014
- Nekrolog Oktober 2014
- Nekrolog November 2014
- Nekrolog Dezember 2014

## Datum unbekannt
| Tag                                 | Name                           | Beruf, bekannt als                                                   | Alter | Beleg |
| ----------------------------------- | ------------------------------ | -------------------------------------------------------------------- | ----- | ----- |
| Dezember                            | Jean-François Correvon         | Schweizer Künstler und Zigarrenhändler                               | ≈60   |       |
| November oder Dezember              | Martin Čokl                    | jugoslawischer Forstwissenschaftler                                  | 107   |       |
| tot aufgefunden am 27. November     | Ryan Knight                    | US-amerikanischer Reality-TV-Darsteller                              | 29    |       |
| Tod bekanntgegeben am 25. November  | Werner Berndt                  | deutscher Fußballspieler                                             | 87    | [ 1 ] |
| tot aufgefunden am 19. November     | María José Alvarado Muñoz      | honduranische Schönheitskönigin und Model                            | 19    |       |
| Tod bestätigt am 16. November       | Peter Kassig                   | US-amerikanischer Katastrophenhelfer und Mordopfer                   | 26    |       |
| tot aufgefunden am 15. November     | Valéry Mézague                 | kamerunischer Fußballspieler                                         | 30    |       |
| tot aufgefunden am 9. November      | Kateřina Netolická             | tschechisches Fotomodel und Kickboxerin                              | 26    |       |
| tot aufgefunden am 8. November      | Hugo Sánchez Portugal          | mexikanischer Fußballspieler                                         | 30    |       |
| Tod bekanntgegeben am 28. Oktober   | John Moore                     | britischer Schauspieler                                              | 86    |       |
| Tod bekanntgegeben am 23. Oktober   | Frank Miller                   | US-amerikanischer Lyriker und Jazzmusiker                            | 86    |       |
| tot aufgefunden am 20. Oktober      | Nicolas Skorsky                | französischer Komponist und Musikproduzent                           | 62    |       |
| Tod bekanntgegeben am 15. Oktober   | Lorenz Allacher                | deutscher Musiker                                                    | ?     |       |
| tot aufgefunden am 14. Oktober      | Isaiah „Ikey“ Owens            | US-amerikanischer Keyboarder                                         | 38    |       |
| Tod bekanntgegeben am 13. Oktober   | Mark Bell                      | britischer Musiker                                                   | 43    |       |
| tot aufgefunden am 11. Oktober      | Augie Johnson                  | US-amerikanischer Funk-Musiker                                       | 65    |       |
| Tod bekanntgegeben am 9. Oktober    | Tibor Badari                   | ungarischer Boxer                                                    | 66    |       |
| Tod bekanntgegeben am 3. Oktober    | Alan Henning                   | britischer Entwicklungshelfer und Terroropfer                        | 47    |       |
| Oktober                             | David Hall                     | britischer Bildhauer, Installations- und Videokünstler               | ≈77   |       |
| Oktober                             | Iogannes Gugowitsch Weltmander | russischer Schachspieler und -trainer                                | 92    |       |
| Tod bekanntgegeben am 28. September | Ingeborg Höhnisch              | deutsche Balletttänzerin                                             | 88    |       |
| 20. oder 21. September              | Joachim Eul                    | deutscher Molekularbiologe, Biochemiker und Aktivist                 | 63    |       |
| 20. oder 21. September              | Hans-Otto Schümann             | deutscher Segler, Segelsportfunktionär und Unternehmer               | 97    |       |
| 13. oder 14. September              | Gustav Furrer                  | Schweizer Informatiker und Unternehmer                               | 69    |       |
| Tod bekanntgegeben am 13. September | David Cawthorne Haines         | britischer Entwicklungshelfer und Luftfahrttechniker                 | 44    |       |
| Tod bestätigt am 3. September       | Steven Sotloff                 | US-amerikanisch-israelischer Journalist                              | 31    |       |
| 30. oder 31. August                 | Fritz Fitzke                   | österreichischer Projektionskünstler                                 | 53    |       |
| Tod bekanntgegeben am 29. August    | Tim Green                      | US-amerikanischer Jazzmusiker                                        | ≈57   |       |
| Tod bekanntgegeben am 28. August    | László Horváth                 | ungarischer Fußballspieler                                           | 61    |       |
| zwischen dem 26. und 29. August     | Bernd Girrbach                 | deutscher Dokumentarfilmer                                           | 58    |       |
| Tod bekanntgegeben am 19. August    | James Foley                    | US-amerikanischer Journalist                                         | 40    |       |
| Tod bekanntgegeben am 17. August    | Dragoljub Ćirić                | serbischer Schachspieler                                             | 78    |       |
| 16. oder 17. August                 | Wsewolod Nestaiko              | ukrainischer Schriftsteller                                          | 85    |       |
| August                              | Carola Ewert                   | deutsche Synchronsprecherin                                          | 46    |       |
| August                              | Anna Sabine Halle              | deutsche Autorin und Enkelin Gustav Lilienthals                      | ≈93   | [ 2 ] |
| August                              | John Joseph Macklin            | britischer Romanist und Hispanist                                    | 66    |       |
| August                              | Rosi S.M.                      | deutsche Regisseurin                                                 | 64    | [ 3 ] |
| Tod bekanntgegeben am 9. Juli       | Viktoras Bridaitis             | litauischer Fußballspieler                                           | 49    |       |
| Tod bekanntgegeben am 9. Juli       | John Gee                       | britischer Musikclubmanager                                          | 86    |       |
| tot aufgefunden am 6. Juli          | Dave Legeno                    | britischer Schauspieler                                              | 50    |       |
| Tod bekannt gegeben am 3. Juli      | James Harness                  | kanadischer Goldsucher und Dokumentarfilmdarsteller                  | 57    |       |
| Juli                                | Walter Zwi Bacharach           | deutsch-israelischer Historiker und Holocaustüberlebender            | 85    |       |
| Juli                                | Juri Slobodkin                 | sowjet-russischer Jurist                                             | 74    |       |
| Juni                                | Herbert Bräuning               | deutscher Übersetzer und Journalist                                  | 93    |       |
| Juni                                | Jotham Kabonabe Tibafa         | kongolesischer Bischof                                               | 69    |       |
| Tod bekanntgegeben am 17. Juni      | Herbert Breuer                 | US-amerikanischer Fotograf                                           | 90    |       |
| Tod bekanntgegeben am 10. Juni      | Francisco González Paul        | mexikanischer Unternehmer und Fußballfunktionär                      | ?     |       |
| Tod bekanntgegeben am 6. Juni       | Dietrich Bode                  | deutscher Verleger, Herausgeber und Lektor                           | 79    |       |
| zwischen dem 21. und 29. Mai        | Peter Pirker                   | österreichischer Journalist                                          | 70    |       |
| Tod bekanntgegeben am 28. Mai       | Torsten Ekbom                  | schwedischer Schriftsteller, Literaturkritiker und Übersetzer        | 76    |       |
| Tod bekanntgegeben am 27. Mai       | Joseph Elgiser                 | sowjetischer bzw. ukrainischer Komponist, Musikpädagoge und Pianist  | 84    |       |
| Tod bekanntgegeben am 23. Mai       | Louis Jent                     | Schweizer Schriftsteller, Drehbuchautor, Regisseur und Filmproduzent | 78    |       |
| Tod bekanntgegeben am 21. Mai       | Dirk Illing                    | deutscher Grafiker und Fotograf                                      | 47    |       |
| Tod bekanntgegeben am 21. Mai       | Standish Lawder                | US-amerikanischer Filmemacher                                        | 78    |       |
| 10. oder 11. Mai                    | Nash the Slash                 | kanadischer Musiker                                                  | 66    |       |
| Tod bekanntgegeben am 10. Mai       | Jürgen Werner                  | deutscher Fußballspieler                                             | 71    |       |
| Tod bekanntgegeben am 8. Mai        | Dieter Freitag                 | deutscher Ingenieur                                                  | 74    |       |
| tot aufgefunden am 8. Mai           | Yago Lamela                    | spanischer Leichtathlet                                              | 36    |       |
| tot aufgefunden am 8. Mai           | Muazzez Özdemir                | türkische Schauspielerin                                             | 82    |       |
| Tod bekanntgegeben am 7. Mai        | József Marjai                  | ungarischer Politiker und Diplomat                                   | 90    |       |
| Tod bekanntgegeben am 6. Mai        | Stan Barrett                   | britischer Perkussionist                                             | 84    |       |
| Tod bekanntgegeben am 6. Mai        | Mahmud al-Sawalka              | jordanischer Schauspieler                                            | 55    |       |
| Tod bekanntgegeben am 5. Mai        | Phenicas Biriki-Olumbe         | ugandischer Bischof                                                  | ?     | [ 4 ] |
| tot aufgefunden am 30. April        | Marsha Mehran                  | iranisch-amerikanische Schriftstellerin                              | 36    |       |
| Tod bekanntgegeben am 28. April     | Coen Solleveld                 | niederländischer Musikmanager                                        | 94    |       |
| tot aufgefunden am 28. April        | Ryan Tandy                     | irischer Rugbyspieler                                                | 32    |       |
| Tod bekanntgegeben am 28. April     | Largo Wandel                   | deutscher Basketballspieler                                          | 71    |       |
| zwischen 16. April und Juni         | Yoo Byung-eun                  | südkoreanischer Geschäftsmann                                        | 73    |       |
| Tod bekanntgegeben am 14. April     | Davorin Savnik                 | jugoslawischer Industriedesigner                                     | 84    |       |
| Tod bekanntgegeben am 13. April     | Jon Yong-jin                   | nordkoreanischer Politiker und Diplomat                              | ?     |       |
| Tod bekanntgegeben am 9. April      | O Sang-hon                     | nordkoreanischer Politiker                                           | ?     |       |
| Tod bekanntgegeben am 8. April      | Danny Robison                  | US-amerikanischer Pokerspieler                                       | 69    |       |
| tot aufgefunden am 5. April         | Jan Peter Schmittmann          | niederländischer Banker                                              | 57    |       |
| Tod bekanntgegeben am 4. April      | Masato Masuda                  | japanischer Spieleentwickler                                         | 48    |       |
| April                               | Rebekka Fleming                | deutsche Schauspielerin                                              | 69    |       |
| April                               | Irene Martínez                 | kubanische Leichtathletin                                            | 69    |       |
| tot aufgefunden Ende März           | Thomas Richter                 | deutscher Rechtsextremist und V-Mann                                 | ≈38   |       |
| Tod bekanntgegeben am 29. März      | Hannes Oljelund                | schwedischer Fernsehredakteur und Moderator                          | 81    |       |
| Tod bekanntgegeben am 5. März       | Selim Lemouchi                 | niederländischer Sänger und Musiker                                  | 34    |       |
| Tod bekanntgegeben am 1. März       | Peter Wilkinson                | britischer Leichtathlet                                              | 80    |       |
| März                                | Hermann Buhl                   | deutscher Leichtathlet                                               | 78    |       |
| März                                | Karl Lugmayer                  | österreichischer Bergsteiger und Autor                               | 87    |       |
| tot aufgefunden am 26. Februar      | Nancy Pfister                  | US-amerikanische Philanthropin und Geschäftsfrau                     | 57    |       |
| Tod bekanntgegeben am 23. Februar   | John Christoforou              | britischer Maler                                                     | 92    |       |
| tot aufgefunden am 22. Februar      | Charlotte Dawson               | australisches Model und Moderatorin                                  | 47    |       |
| Mitte Februar                       | Franz Galle                    | deutscher Rallye-Fahrer                                              | 90    |       |
| tot aufgefunden am 13. Februar      | Mauro Pane                     | italienischer Automobilrennfahrer                                    | 50    |       |
| Tod bekanntgegeben am 12. Februar   | David Robertson                | britischer Motorsportmanager                                         | 70    |       |
| tot aufgefunden am 10. Februar      | Wolfgang Koszics               | deutscher Krimineller                                                | 72    |       |
| Februar                             | Georges Castellan              | französischer Publizist und Historiker                               | ≈94   |       |
| Februar                             | Isaac Orama                    | nigerianischer Bischof                                               | 58    |       |
| Tod bekanntgegeben am 27. Januar    | Joy Rahman                     | bangladeschisch-schwedischer Pfleger und Justizopfer                 | 65    |       |
| Tod bekanntgegeben am 22. Januar    | Hans Barwenzik                 | deutscher Fußballspieler                                             | 79    |       |
| Tod bekanntgegeben am 16. Januar    | Željko Spasojević              | slowenischer Fußballspieler                                          | 40    |       |
| Mitte Januar                        | Lloyd Michaels                 | US-amerikanischer Swing- und Jazzmusiker                             | 70    |       |
| tot aufgefunden am 15. Januar       | Cassandra Lynn Hensley         | US-amerikanisches Playmate und Model                                 | 34    |       |
| Tod bekanntgegeben am 11. Januar    | Theodor Nicolin                | rumänischer Schriftsteller                                           | 88    |       |
| tot aufgefunden am 6. Januar        | Martha Beck                    | US-amerikanische Kunstkuratorin                                      | 75    |       |
| tot aufgefunden am 1. Januar        | Patrick Karegeya               | ruandischer Geheimdienstleiter und Dissident                         | 53    |       |
| Januar oder Februar                 | Andy Lehrer                    | rumänischer Entomologe                                               | 83    |       |
| Anfang Januar                       | Haji Bakr                      | irakischer Terrorist                                                 | ?     |       |
|                                     | Ștefan Bârlea                  | rumänischer Politiker (PCR) und Hochschullehrer                      | ≈70   |       |
|                                     | Sabine Collmer                 | deutsche Soziologin                                                  | ≈52   | [ 5 ] |
|                                     | Reinhold Föst                  | deutscher Maler und Objektkünstler                                   | ≈58   |       |
|                                     | Arno Hey                       | deutscher Kunstschmied und Bildhauer                                 | ≈50   |       |
|                                     | Mara Lane                      | österreichische Filmschauspielerin                                   | ≈84   |       |
|                                     | Rolf Mey-Dahl                  | deutscher Schauspieler und Autor                                     | ≈77   |       |
|                                     | Barbara Meffert                | deutsche Fotografin                                                  | ≈77   |       |
|                                     | Atanas Nakowski                | bulgarischer Schriftsteller                                          | ≈89   |       |
|                                     | Conrado Silva                  | uruguayisch-brasilianischer Komponist und Hochschullehrer            | ≈74   |       |
|                                     | Klaus Waschke                  | deutscher Glasdesigner                                               | 69    |       |
| vor Dezember                        | Horst Gäbler                   | deutscher Ingenieur für Meteorologie                                 | 92    |       |